# ストレプトグラミン
ストレプトグラミン（英：Streptogramins）は抗生物質の一系統である。
ストレプトグラミン系抗生物質は、最も急速に増加している多剤耐性菌であるバンコマイシン耐性黄色ブドウ球菌（VRSA）とバンコマイシン耐性腸球菌（VRE）の治療に有効である。ストレプトグラミンAとストレプトグラミンBの2つのグループに分けられる。
メンバーは以下のとおり：
- キヌプリスチン・ダルホプリスチン
- プリスチナマイシン
- バージニアマイシン
- NXL 103：呼吸器感染症の治療薬として臨床試験中のストレプトグラミンである[2]